# Sanguinaire du Canada
Sanguinaria canadensis
 (novembre 2009).
Genre
Espèce
Classification phylogénétique
Statut de conservation UICN

 VU  : Vulnérable
La sanguinaire du Canada (Sanguinaria canadensis) est une espèce de plantes à fleurs de la famille des Papaveraceae. C'est la seule espèce du genre Sanguinaria. C'est une plante herbacée, vivace et rhizomateuse originaire d'Amérique du Nord.
Noms communs : sanguinaire du Canada, sang-dragon, en anglais : bloodroot, Indian paint, red paint root.

## Description
La sanguinaire fleurit tôt au printemps dans les forêts de feuillus d'Amérique du Nord. Son unique grande feuille basilaire, épaisse  et lobée, émerge directement du rhizome, tout comme la fleur. Celle-ci mesure de 2,5 à 4 cm de diamètre et se compose de 2 sépales verts, de 8 à 16 pétales blancs et d'un nombre indéfini d'étamines jaunes. La fleur, qui apparaît au début enveloppée par la feuille en développement, s'ouvre le matin et se referme quand vient le soir. Le rhizome contient un latex rouge orangé caractéristique. Le fruit est une capsule verte en forme de fuseau.

## Étymologie
Le nom vient du latin sanguinarius, saignant, en référence à son latex rouge, et canadensis, du Canada.

## Habitat
C'est une plante qui préfère les bois riches et modérément bien drainés des forêts décidues au sol basique et on la retrouve surtout dans les forêts de feuillus.

## Répartition
Cette espèce se retrouve dans l'est de l'Amérique du Nord.
Canada : Sud du Manitoba, de l'Ontario et du Québec, Nouveau-Brunswick, Nouvelle-Écosse.
États-Unis : Du Minnesota, à l'ouest, jusqu'à la Nouvelle-Angleterre, à l'est. S'étend vers le sud jusqu'en Floride.

## Pharmacopée

### Toxicité
La plante contient de la sanguinarine, un alcaloïde toxique. À dose élevée, cette substance cause des vomissements, des brûlures au niveau des muqueuses exposées, une sensation de faiblesse, des troubles cardiaques et visuels, et même la mort.
La sanguinarine est en effet un bloqueur de la pompe sodium-potassium, enzyme transmembranaire essentielle au métabolisme cellulaire qui transporte des ions sodium vers l'extérieur de la cellule, et des ions potassium vers l'intérieur et assure ainsi le maintien du potentiel électrochimique de membrane. Son blocage entraîne donc une mort cellulaire.

## Utilisation

### Usages non médicinaux
Les Amérindiens tiraient du latex une teinture rouge pour le visage, le corps ou les vêtements, d'où le nom anglais « Indian paint ».

### Usages médicinaux
La sanguinaire faisait partie de la pharmacopée populaire jusqu'au début du XXe siècle, utilisé contre la bronchite, la laryngite, l'asthme, la fièvre et le rhumatisme, mais ces usages ont été abandonnés à cause de la toxicité de la plante. On en faisait aussi des cataplasmes contre les ulcères et les cancers de la peau[réf. nécessaire]. La sanguinarine est un ingrédient actif de plusieurs rince-bouche et pâtes dentifrices, utilisés contre la plaque dentaire et la gingivite. Cependant, des recherches récentes ont démontré qu'un usage prolongé pouvait causer des lésions cancéreuses dans la bouche.

## Divers
Les Poncas, une tribu amérindienne du Nebraska, croyaient que si un jeune homme s'enduisait la paume du latex de la plante et serrait la main d'une jeune fille, celle-ci accepterait de l'épouser.

## Photographies

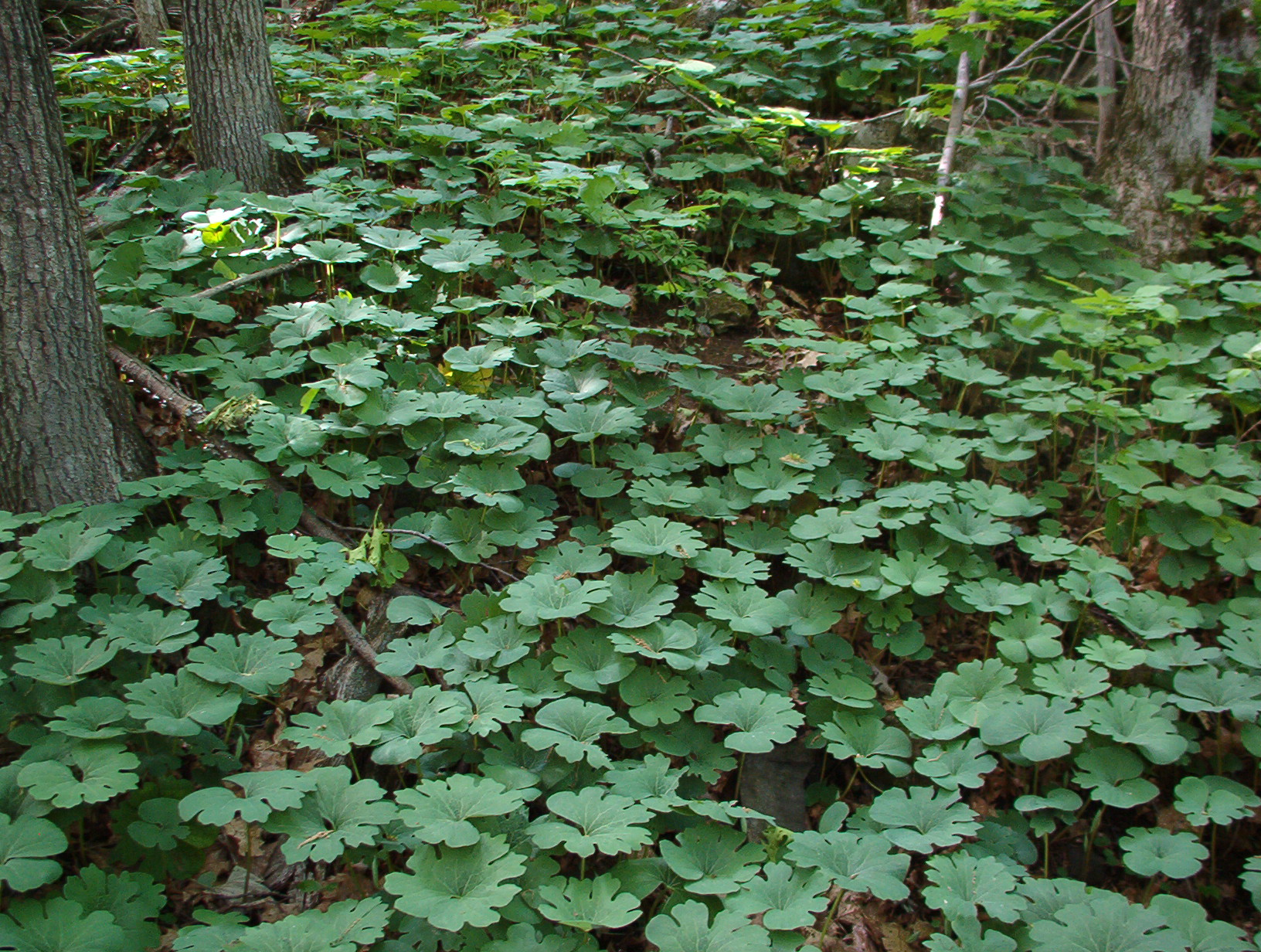
Talle
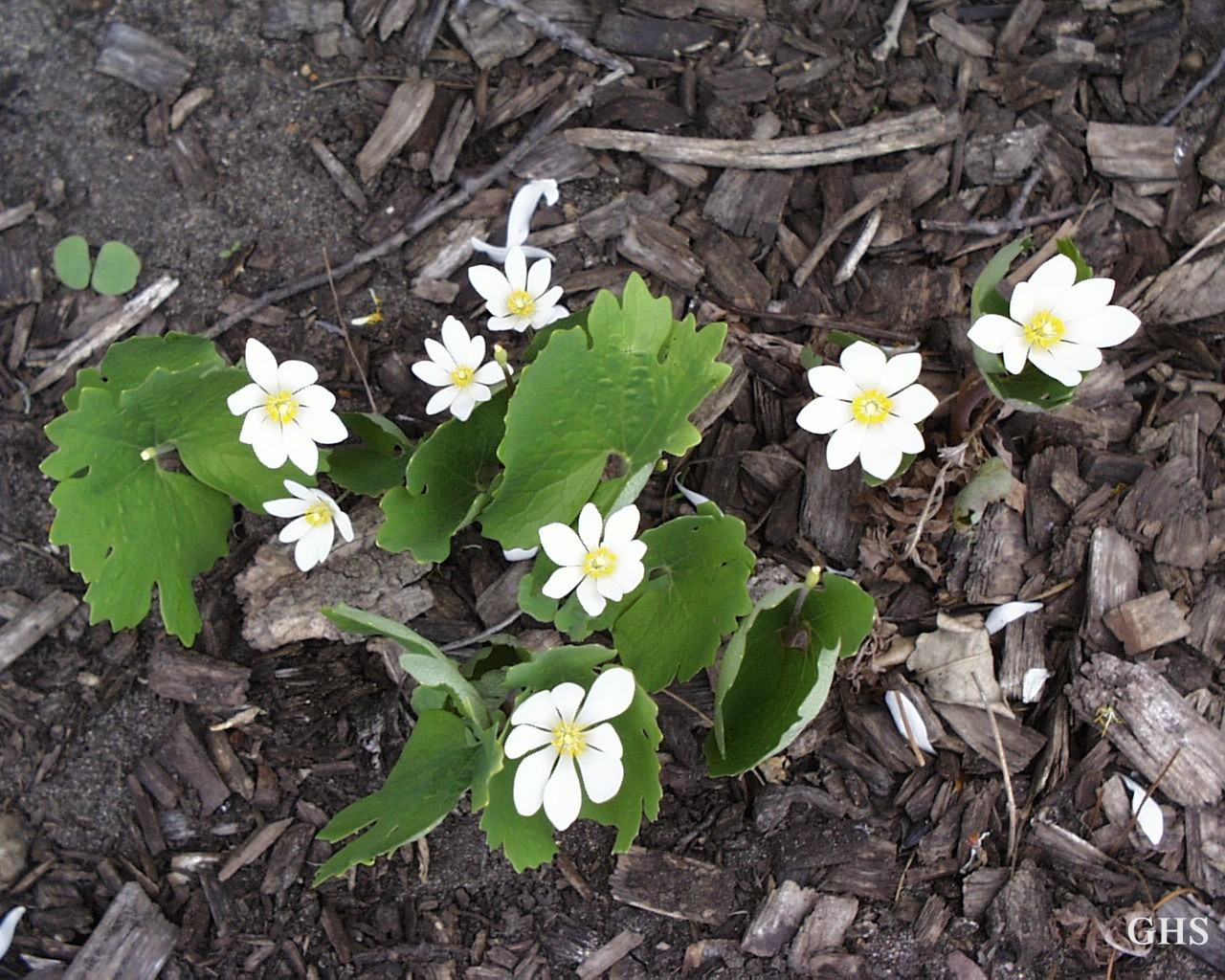
Plantes entières
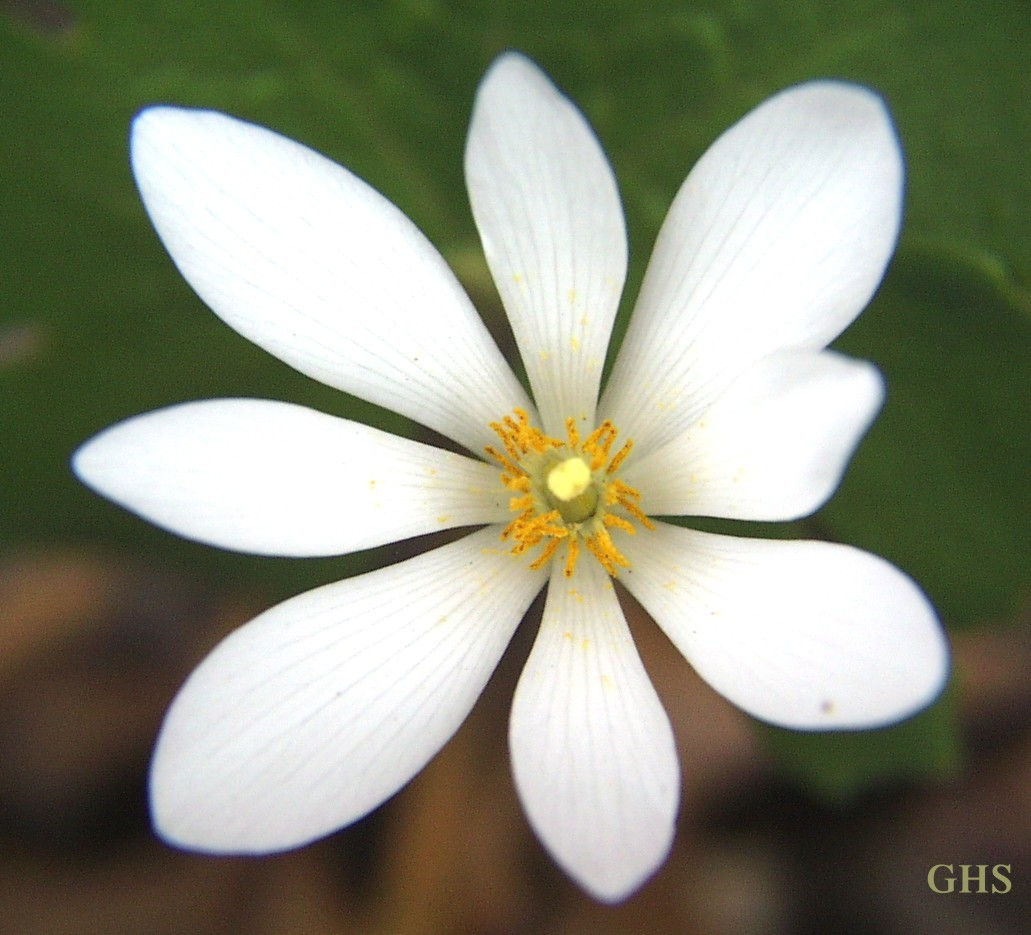
Fleur
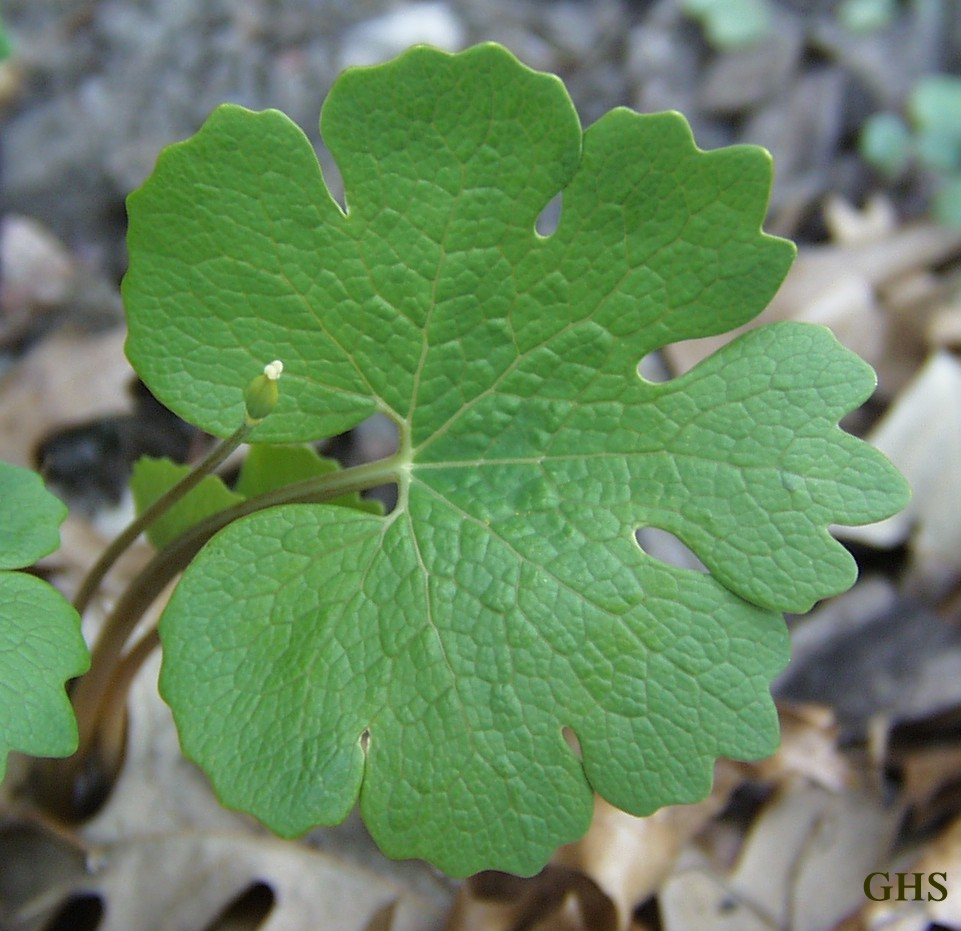
Feuille